# أربيان بري
أربيان بري أو اقحوان أصفر أو عين القط (الاسم العلمي: Anthemis arvensis) هو نوع نباتي يتبع جنس الأربيان من الفصيلة النجمية.

## الموئل والانتشار
```
في سيناء والمغرب العربي ومنطقة أوروبا.
```